# Conall Corc
Corc mac Luigthig (340-379), también llamado Conall Corc, Corc de Cashel y Corc mac Láire, es un héroe de los cuentos en lengua irlandesa que narran el origen legendario de los Eóganachta, un grupo de linajes que hacen remontar sus orígenes a este héroe y toman su nombre de su antepasado Éogan Mór. Los linajes más antiguos se conocen como los Deirgtine. Corc era nieto de Ailill Flann Bec, y posiblemente estaba emparentando con Dáire Cerbba y el famoso Crimthann mac Fidaig . Este último es su oponente en un célebre ciclo de historias.

## Biografía
El nombre y la identidad del verdadero padre de Corc son un misterio. Aunque pertenece a una estirpe proto-Eóganachta, en las genealogías y cuentos se le nombra indistintamente como Lugaid o Láre. El hecho de que un tal Láre Fidach sea mencionado en las fuentes (Laud 610) como padre de Crimthann en una fuente contribuye a aumentar la confusión, porque esto, de manera bastante inverosímil, los convertiría a él y a Corc en hermanos. En los cuentos, Crimthann es su tío o primo. David Sproule resuelve esta cuestión argumentando que el padre de Corc sería un tal Lugaid Láre y que el pedigrí de Laud 610 habría sido mal interpretado y/o es erróneo.
Conall estuvo casado en dos ocasiones. Una de sus esposas fue Aimend, hija de Óengus Bolg, rey de Corcu Loígde. La otra, una hija del rey de los pictos, nombrada  en las genealogías como Mongfind, aunque probablemente confundida con una reina irlandesa del mismo nombre, quizás hermana de Crimthann mac Fidaig.
Los cuentos protagonizados por Conall incluyen:
- Senchas Fagbála Caisil (La historia del hallazgo de Cashel )
- Conall Corc 7 Ríge Caisil (Conall Corc y el reinado de Cashel)
- Comthoth Lóegairi co cretim 7 a aided (La conversión de Lóegaire a la fe y su muerte violenta)
- Conall Corc 7 Corco Loígde (Conall Corc y los Corco Loígde)

## Otras lecturas
- Downey, Clodagh, "Medieval Literature about Conall Corc", in Journal of the Cork Historical and Archaeological Society (2005): pp. 21–32.
- Sproule, David, "Origins of the Éoganachta", in Ériu 35 (1984): pp. 31–37.
- Sproule, David, "Politics and pure narrative in the stories about Corc of Cashel", in Ériu 36 (1985): pp. 11–28.

- Datos: Q127580